# 롤러코스터

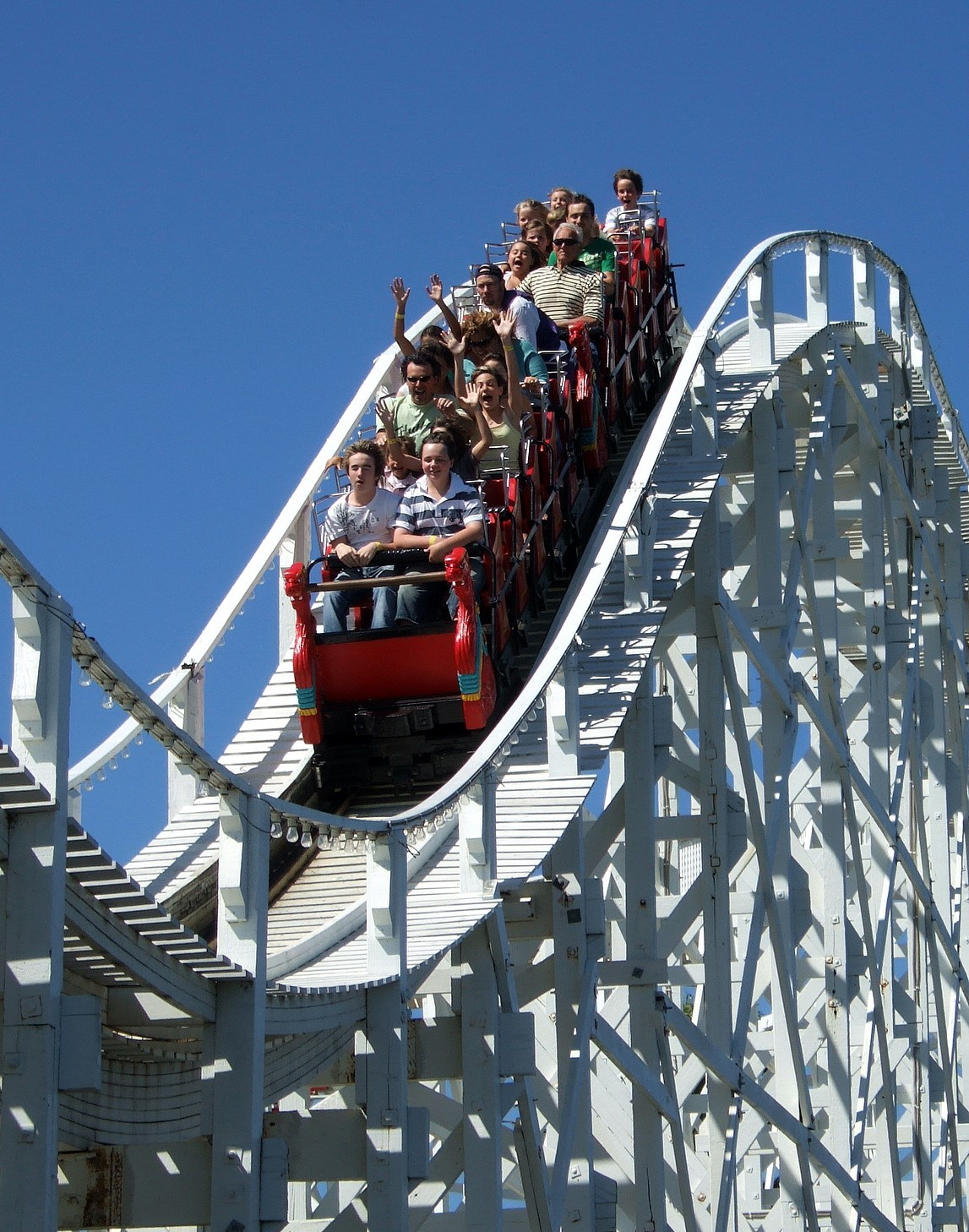
멜버른 루나 파크의 풍경 철도는 1912년에 지어진 세계에서 두 번째로 오래된 롤러코스터다.

롤러코스터(영어: roller coaster, 문화어: 관성렬차) 또는 제스코스터는 급커브, 가파른 경사, 급격한 하강을 하도록 설계된 레일 위를 열차로 달린 놀이기구의 일종이다. 리프트가 열차를 끌고 올라가 정상에서 위치에너지로 레일을 완주하도록 하는 형식이다. 360도로 도는 구간에선 구심력과 원심력이 작용해 승객이 밖으로 튀어나가지 않는다. 열차는 일반적으로 위가 뚫린 개방형이다. 놀이기구는 종종 전 세계 유원지와 테마파크에서 발견된다. 라머커스 아드나 톰슨(LaMarcus Adna Thompson)은 코니 아일랜드에서 1년 전에 개장한 스위치 백 철도와 관련하여 1885년에 롤러코스터 설계에 대한 최초의 공식 특허 중 하나를 획득했다. 셔틀 롤러코스터가 보여준 것처럼 코스터 디자인의 트랙은 반드시 완전한 회로일 필요는 없다. 거의 대부분의 롤러코스터엔 승객이 앉아서 안전바로 고정되는 여러 대의 차량이 있다. 함께 연결된 두 대 이상의 차량을 열차라고 한다. 와일드 마우스 롤러코스터와 같은 일부 롤러코스터는 단일 차량으로 운행된다. 많은 롤러코스터가 키 일부 제한을 둬, 키가 작은 사람은 타지 못 하도록 하고 있다. 또한 나이 일부 제한도 둬서 일정 나이에 도달한 노약자도 타지 못하게 하고 있으며, 음주자, 임산부, 심장병 환자 등의 경우에도 탑승을 일부 제한하고 있다. 어지럼증이 많은 사람이 롤러코스터를 탈 경우 구토 증상을 일으킬 수 있다.
1973년 5월 5일에 대한민국에서 처음 생긴 롤러코스터의 이름을 따 모든 롤러코스터를 청룡열차(靑龍列車)라고 부르기도 한다. 특히 대한민국이 1988년 서울 하계 올림픽 개최에 성공하고, 기념의 의미로 많은 가게, 상품 등이 이름에 88을 붙이던 일이 유행했는데, 서울 대공원이 롤러코스터 이름을 88열차로 개명하면서 그 이름을 따 모든 롤러코스터를 팔팔열차(88열차, 八八列車)라고 부르기도 하고 패밀리코스타라고 부르기도 한다.
17세기에 러시아 상트페테르부르크 근처에 가장 오래된 롤러코스터가 건설됐고, 라마커스 애드나 톰슨이 1885년 1월 20일에 롤러코스터에 대한 특허권을 인정받았다.

## 종류
롤러코스터의 종류는 크게 2가지로 나뉜다.
- 스틸 롤러코스터 (철재)
- 우든 롤러코스터 (목재)

철재 롤러코스터의 경우는 단단한 트랙 덕분에 부드러운 운행과 다양한 트랙을 만들 수 있다는 것이 장점이고 목재 롤러코스터는 조금 험한 코스터이지만 그 덕분에 철재 롤러코스터와는 또 다른 재미를 느낄 수 있다. 목재 롤러코스터는 보통 긴 활공시간을 통해 재미를 느끼게 한다. 또한, 두 재질을 모두 사용한 하이브리드 롤러코스터도 있다. 보통 RMC(Rocky Mountain Construction) 사의 모델이 많다. (예시: six flags magic mountain의 twisted colossus, Cedar Point의 Steel Vengeance)
세부 종류는 다음과 같다.

### 열차에 따른 분류
- 4D 롤러코스터(4th Dimention Coaster) - 의자가 회전하는 특수한 롤러코스터이다. 이 롤러코스터는 전세계에 단 몇 대밖에 없다고 한다.
- 봅슬레이 롤러코스터(Bobsled Coaster) - 아주 특이한 롤러코스터로, U자의 트랙위에서 봅슬레이처럼 달리는 것이 포인트.
- 다이빙 코스터(Diving Coaster) - 열차가 양옆으로 넓은 롤러코스터로, 특수트랙보다는 수직 상승, 하강 트랙이 주요 특징이다.
- 스탠드업 롤러코스터(Stand-up Coaster) - 다른 열차와는 다르게 일어서서 탄다. 그만큼 더 큰 흥미를 느낄 수 있다. 일반 롤러코스터보다 키 일부 제한[6]과 나이 일부 제한[7]이 엄격하다.
- 플로어리스 코스터(Floorless Coaster) - 말 그대로 탈 때는 앉아서 타나, 열차의 바닥이 없다.
- 하이퍼 코스터(Hyper Coaster) - 철제 롤러코스터이지만 목재 롤러코스터나 주니어 코스터처럼 안전바가 무릎에 있다. 이들 롤러코스터는 키 제한, 나이 제한 외에 허리둘레 제한도 있다. 그래서 회전하는 특수트랙이 없지만 인기가 많다.
- 플라잉 코스터(Flying Coaster) - 엎드려 타는 롤러코스터. Six flags magic mountain의 tatsu

### 트랙에 따른 분류
- 콕스크류 롤러코스터(Corkscrew Coaster) - 국내에서 유명한 종류의 코스터로, 루프와 콕스크류가 주로 사용된다. 롯데월드의 후렌치레볼루션
- 트위스터 롤러코스터(Twisted Coaster) - 가장 많은 특수트랙이 가능하며 열차종류가 많은 롤러코스터이다. 식스플래그 마린월드의 메두사
- 와일드 마우스 롤러코스터(Wild Mouse Coaster) - 크기가 작고 빠른 롤러코스터이다. 한자파크의 크레이지 마인
- 인버티드 롤러코스터(Inverted Coaster) - 트랙에 매달려서 가는 형태로, 다른 롤러코스터와는 다른 재미를 느낄 수 있다. 경주월드의 파에톤.
- 서스펜디드 롤러코스터(Suspended Coaster) - 인버티드 롤러코스터와 비슷한 형태의 롤러코스터인데, 회전이 강한 특수트랙이 사용되지 않는다. 독수리 요새.
- 리버스 프리펄 코스터(Reverse Freefall Coaster)[8] - 발진형 롤러코스터로, 빠른속도로 일직선으로 달리다가 수직으로 상승한다.셔틀의 일종

### 동력에 따른 분류
- 체인 리프트 롤러코스터 - 보통의 롤러코스터, 체인으로 높은 곳까지 올라가서 내려가는 형식의 롤러코스터이다. 대부분의 롤러코스터.
- 파워 스타트 롤러코스터 - 엑셀레이터 코스터라고도 하며,[9] 특수트랙보다는 속도로 승부하는 롤러코스터. 식스플래그 어드벤쳐의 킹다카. 2014년 현재 국내에는 롯데월드의 아트란티스가 유일한 파워 스타트 롤러코스터다.
- 셔틀 코스터 - 양끝이 안붙은 롤러코스터. 대부분 역방향에서 체인 리프트로 위로 올라간후 그상태로 내려가면서 속력을 얻어 정방향으로 간다. 이월드(구. 우방랜드)의 부메랑.

### 높이에 따른 분류

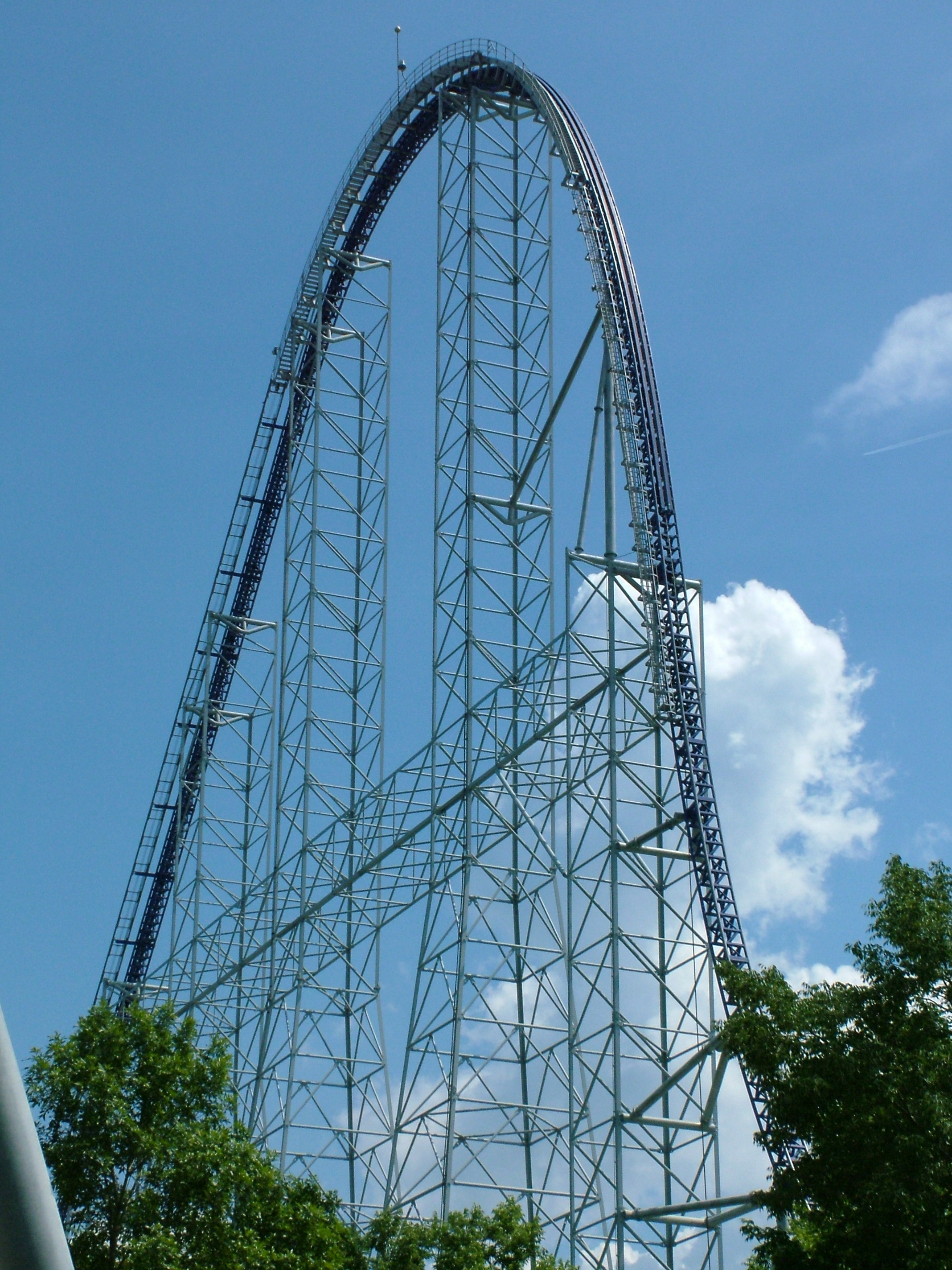
세계 최초의 기가코스터 밀레니엄 포스

높이에 따른 롤러코스터의 이름은 일부 놀이공원과 롤러코스터 설계자들이 사용한다. 몇몇 롤러코스터 팬들 사이에서는 쓰이지만, 국제적으로는 공식 명칭으로 인정받지 않는다. 그러므로 이 문서에 나오지 않는 다른 이름도 쓰일 수 있다.
- 메가코스터(Mega Coaster)는 강하지점의 최고 높이가 200 피트(61 m)에서 299 피트(91 m)인 롤러코스터다. 하이퍼코스터의 다른 이름이다.
- 기가코스터(Giga Coaster)는 강하지점의 최고 높이가 300 피트(91 m)에서 399 피트(122 m)인 롤러코스터다.
- 스트라타코스터(Strata Coaster)는 강하지점의 최고 높이가 400 피트(120 m)에서 499 피트(152 m)인 롤러코스터다.
- 주니어 롤러코스터는 커다란 놀이기구를 타지 못하는 어린이와 가족을 위해 작은 형태로 만들어진 롤러코스터다. 키 제한이 90~110cm으로 낮기 때문에 키가 작아서 일반 롤러코스터를 타지 못한 사람도 키가 커질 때까지는 주니어 롤러코스터만 탈 수 있다. 국내에는 에버랜드의 비룡열차가 주니어 롤러코스터로 유명하며, 롯데월드에 있다가 철거된 '어린이 특급'도 주니어 롤러코스터에 속했다.

## 같이 보기
- 놀이공원
- 나라별 롤러코스터 목록
- 상상원정대 - 일밤에 편성되었던 코너로, 주로 롤러코스터를 탄다.